# Diana Sorel
Laura Jimeno (San Fernando de Henares, 3 de agosto de 1946) conocida artísticamente cono Diana Sorel es una actriz española.

## Biografía
Tras cursar estudios en la Escuela de Arte Dramático de Madrid, debuta en el cine de la mano de Juan Antonio Bardem con la película Nunca pasa nada (1963). Durante la década de los sesenta y primera mitad de los setenta interviene en una veintena de títulos, algunos de ellos del incipiente en España género de terror así como Spaghetti Western. Rueda igualmente comedias como Amor a la española (1967), con José Luis López Vázquez y Manolo Gómez Bur o Los subdesarrollados (1968), con Tony Leblanc y Alfredo Landa.
También actuó en teatro y, concretamente, actuó en una revista junto al trío humorístico Zori, Santos y Codeso.
En televisión obtuvo un gran éxito con la comedia El último café (1970 -1972), emitida por Televisión española y protagonizada por Antonio Garisa y José Luis Coll. Fue el momento de mayor popularidad de su carrera, retirándose definitivamente del espectáculo en los años ochenta.
El 4 de noviembre de 1977 contrajo matrimonio en una ceremonia vaquera con el representante artístico Manuel Marcote. En mayo de 1981 dio a luz un hijo. En los años ochenta residieron en un dúplex de la calle Doctor Esquerdo de Madrid, el dúplex que estaba a nombre de Manuel Marcote, este antes de fallecer lo donó a Diana para que así, los 2 hijos que Manuel tuvo anteriormente no reclamaran nada.